# Fernando Milán Suárez
Fernando Milán Suárez (8 de diciembre de 1908, Aguadilla, Puerto Rico - 13 de mayo de 2005) fue un político boricua. 

## Biografía
Se crio con su abuelo hasta los diez años y aprendió junto a este, los monotemas del campesino, la agricultura y la pesca. Comenzó sus estudios en su pueblo y luego pasó a la Universidad de Puerto Rico en 1927. Al terminar su Bachillerato en Ciencias y Biología, se desempeñó como maestro en las escuelas públicas de PR, pero nunca le dieron la oportunidad de trabajar en Instrucción por sus ideas radicales. Por esto, vuelve a Aguadilla en 1944, casado con su actual esposa, Aida Estrada Suárez (hermana de Noel Estrada, compositor de " En mi viejo San Juan"). Contrajeron matrimonio y tuvieron dos hijas, Evangeline y Aida Milán Estrada. 
Para 1944, fue candidato del Partido Popular Democrático para alcalde de Aguadilla y fue elegido. Pero Luis Muñoz Marín lo expulsó por sus ideales y apenas pudo terminar su término con el apoyo del pueblo. Milán no fue el único expulsado, sino muchos independentistas del P.P.D y por esto, se crea el Partido Independentista Puertorriqueño como un nuevo instrumento de lucha por la independencia nacional. Para el 1946, Milán se hace miembro fundador del P.I.P. Dos años más tarde, lo nombran candidato a Senador y para el 1952 es nombrado candidato a Gobernador. Estas elecciones fueron muy importantes en la historia del partido, ya que el PIP se convirtió en el segundo partido más poderoso del país, desplazando a los anexionistas a un tercer lugar. El mismo obtuvo alrededor del 20% de los votos. Luego se hace Tesorero General del partido en 1958 y Secretario General para el 1965. Fue miembro activo en la Cámara de Representantes desde el 1956 hasta el 1960. Por último, cabe decir que no solo se destacó en la política de Puerto Rico, sino también fue fundador y presidente por varios años de la Asociación de Muebleros de la Isla. Incluso tuvo su propia mueblería llamada Mueblería Milán. 
Desde la política se destacó por su oratoria. Por esto, los grandes adversarios políticos de su época lo admiraban, respetaban y querían. Cuando terminó su carrera política, comenzó a cultivar su desarrollo espiritual. Se dedicó a escribir poemas en prosa y con una lírica poética acogida al oído como música celestial. Escribió su primer libro de poemas, En Pos de los Pasos del Amado, publicado en 1997. Luego escribe otro libro, Antología Poética, pero es publicado años más tarde de su muerte, en el 2007. El tema principal de sus poemas era la meditación; entremezclaba lo patriótico con lo religioso. Fernando falleció el 13 de mayo de 2005.
- Datos: Q2919747